# Panteón de Aviación
El Panteón de Aviación  es un panteón militar historicista clasicista situado en el cementerio municipal de la Purísima Concepción de la ciudad española de Melilla.

## Historia
Fue inaugurado en 1932.

## Descripción
Está construido en piedra de la región y ladrillo macizo y su planta es cuadrada.

### Exterior
Sus fachadas son de estilo clasicista, pintadas de amarillo.

### Interior
Su interior acoge los restos de 67 aviadores fallecidos.